# Montigny (Loiret)
Montigny è un comune francese di 256 abitanti situato nel dipartimento del Loiret nella regione del Centro-Valle della Loira.

## Società

### Evoluzione demografica
Abitanti censiti